# Radiokurier
Radiokurier – audycja nadawana w Programie I Polskiego Radia od 1971 do 11 grudnia 1981 roku w godzinach od 17:30 do 18:00.
Audycja prowadzona była m.in. przez Andrzeja Turskiego. Anonsowana była jako „popołudniówka studia młodych”. Emitowano w niej muzykę rockową anglojęzyczną i polską, dobieraną według kryterium popularności – najchętniej słuchane piosenki znajdowały się w corocznym „Podsumowaniu Listy”. Wcześniej w polskim eterze podobny format prezentowała wyłącznie Rozgłośnia Harcerska.
Oprócz muzyki składnikiem audycji był serwis informacyjny nadawany w oryginalnej telegraficzne formie – krótko, szybko i z charakterystycznymi dżinglami, oddzielającymi wiadomości.